# 维尔桑迪岛
维尔桑迪岛是爱沙尼亚的岛屿，位于波罗的海。该岛面积约9平方千米，是该国最西端聚居地。该岛是维尔桑迪国家公园的所在地。

## 图集

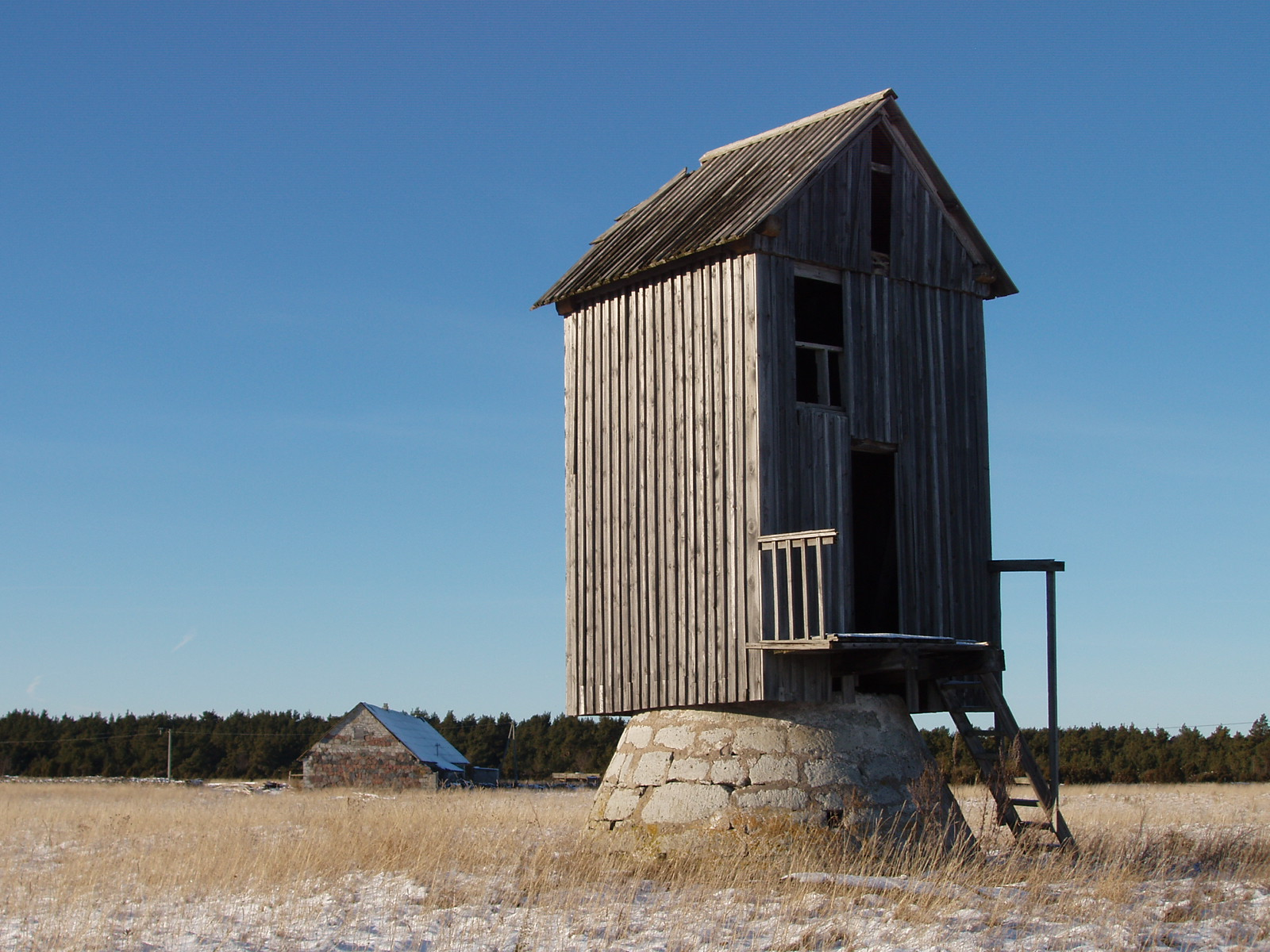
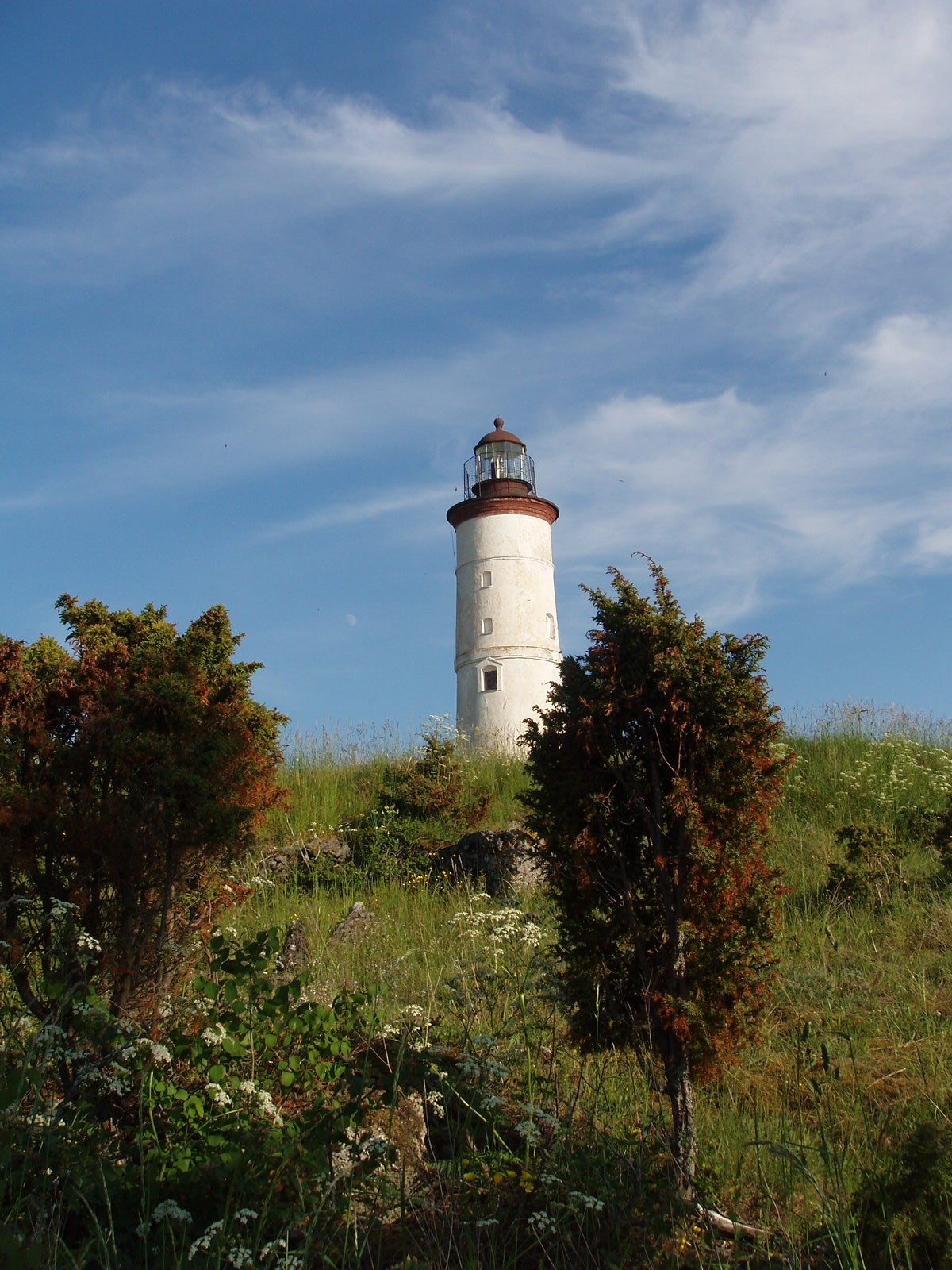
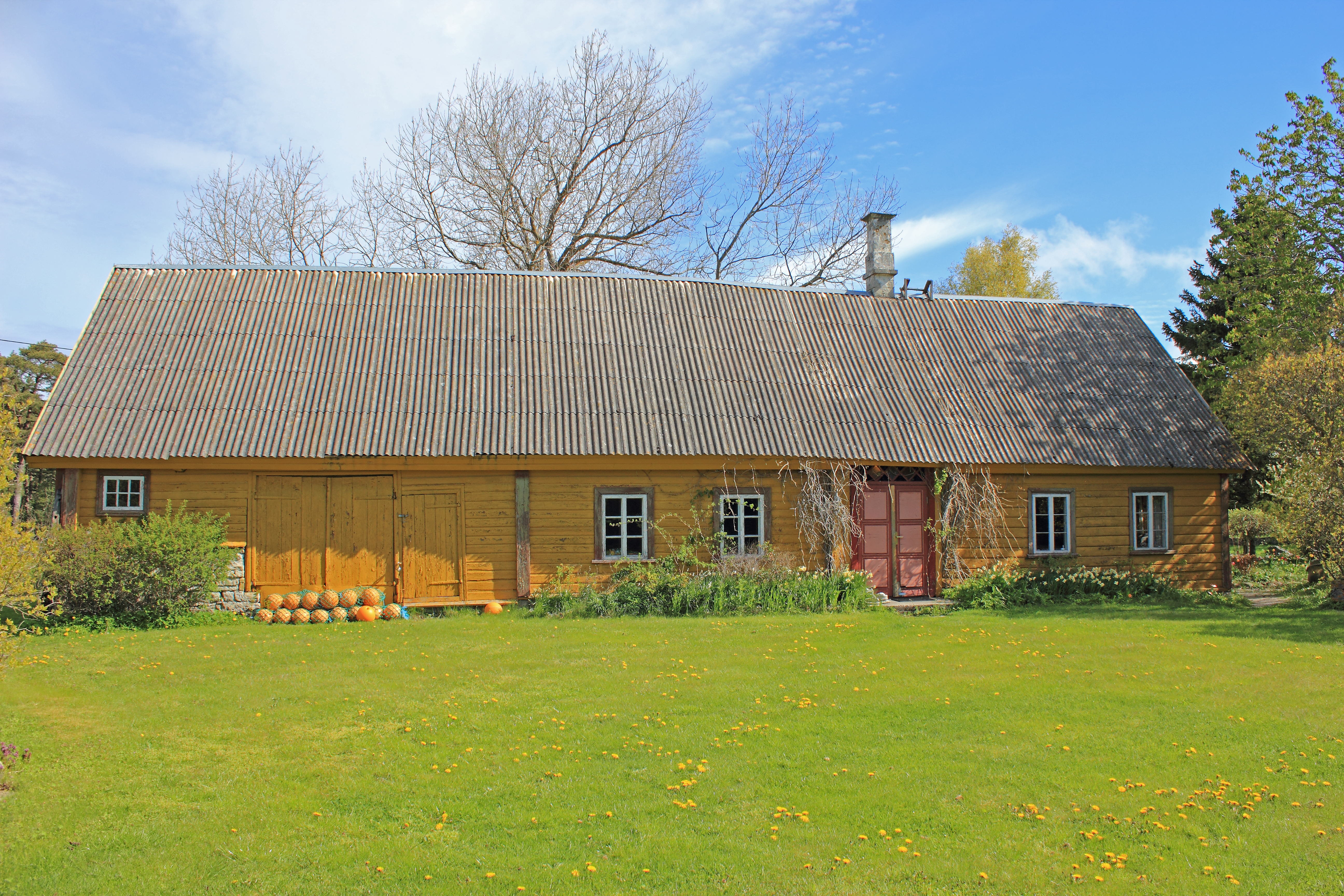
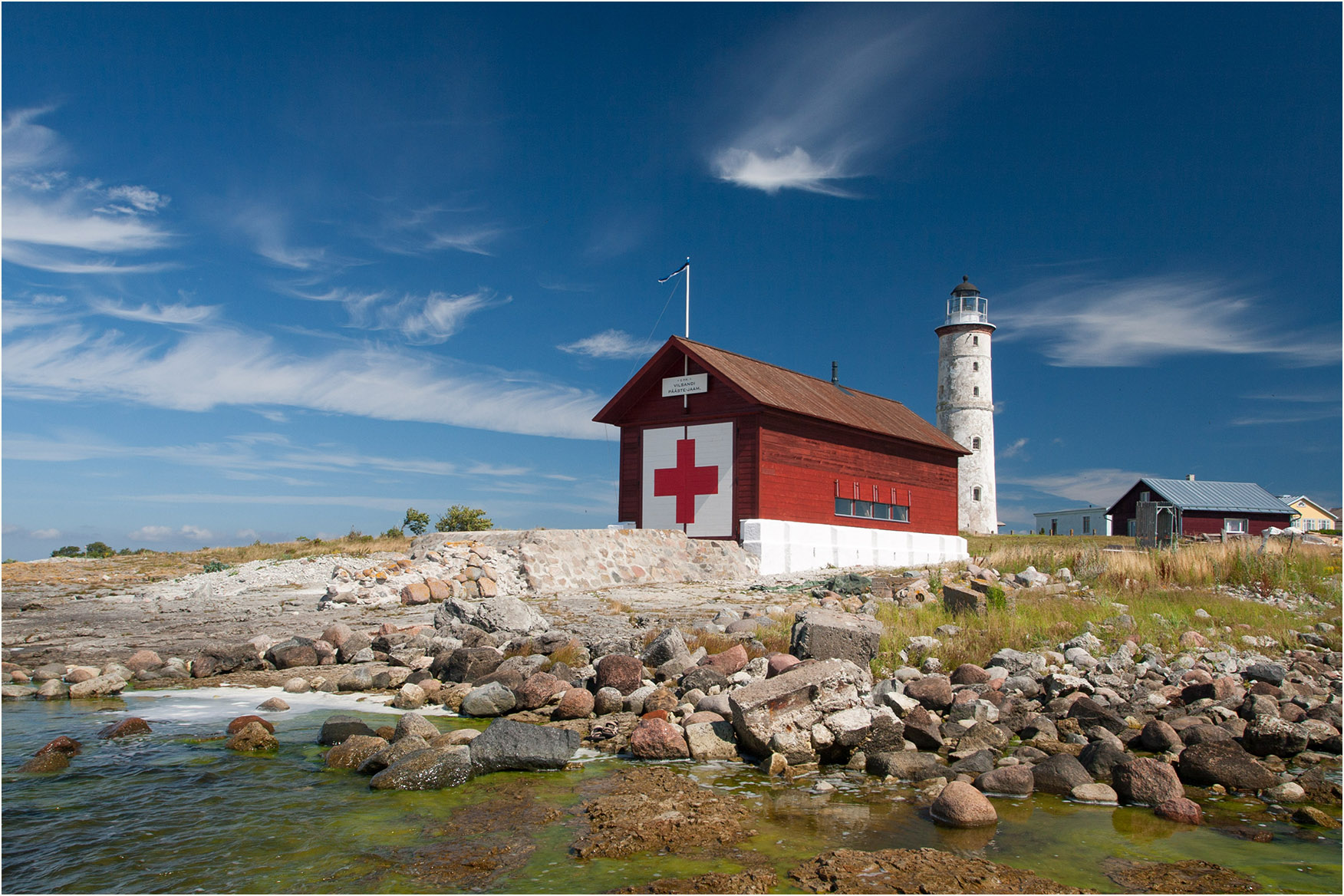
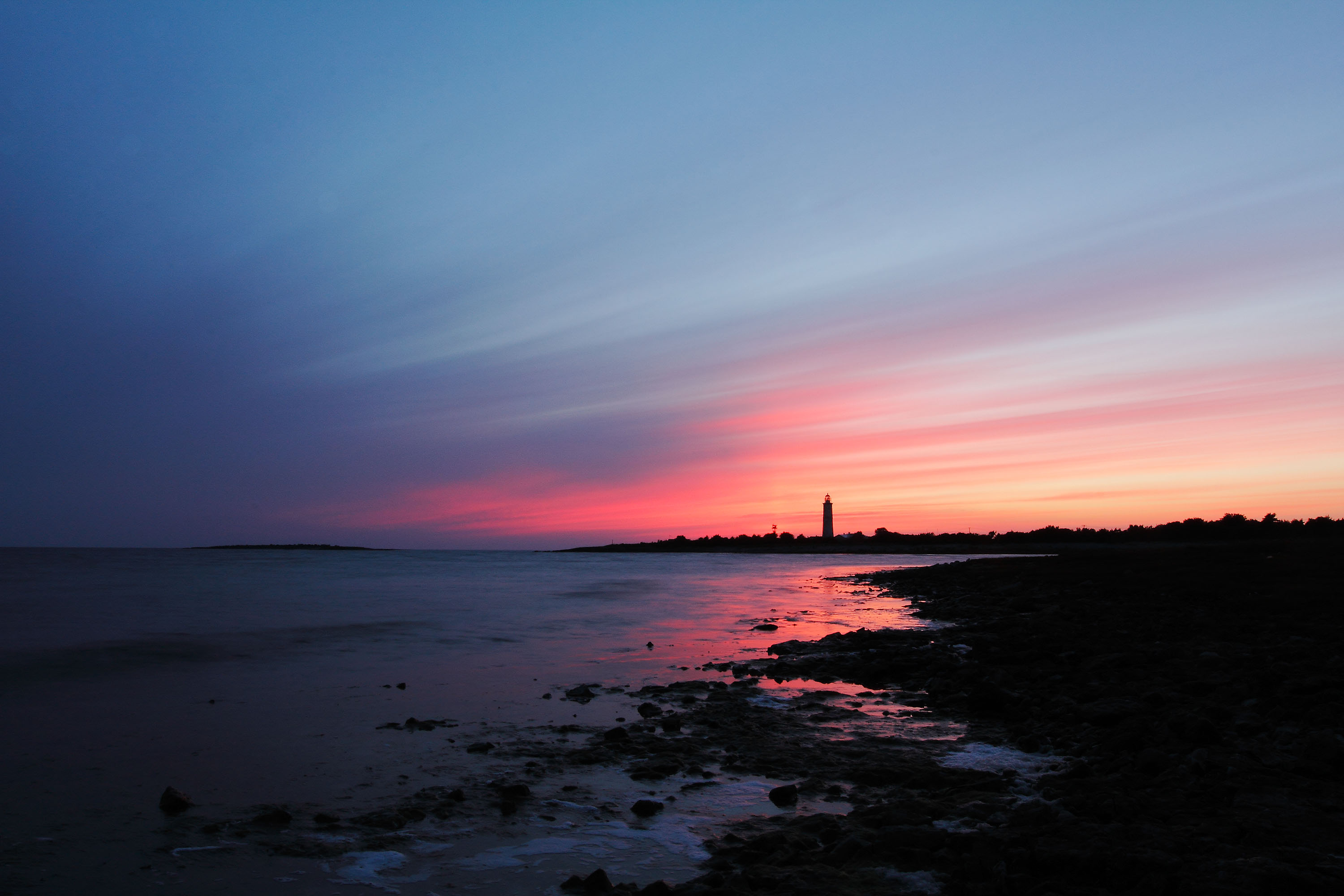